# Light + Shade
Light + Shade – studyjny, dwupłytowy album Mike’a Oldfielda wydany w 2005. Podzielony jest na dwie części – Light („jasna”) oraz Shade („ciemna”). Część utworów pochodzi z gry komputerowej Tres Lunas, które nie zostały wydane na albumie Oldfielda o tym samym tytule. Inne zostały stworzone na potrzeby gry Maestro.

## Utwory
Album zawiera następujące utwory:

### Light
1. Angelique – 4:40
2. Blackbird – 4:39
3. The Gate – 4:14
4. First Steps – 10:02
5. Closer – 2:51
6. Our Father – 6:50
7. Rocky – 3:19
8. Sunset – 4:47

### Shade
1. Quicksilver – 5:55
2. Resolution – 4:33
3. Slipstream – 5:15
4. Surfing – 5:36
5. Tears of an Angel – 5:38
6. Romance – 4:00
7. Ringscape – 4:22
8. Nightshade – 5:11

## Twórcy
Twórcami albumu są:
- Mike Oldfield – wszystkie instrumenty
- Robyn Smith – keyboard w utworach First Steps i Ringscape
- Christopher Von Deylen – keyboard w utworze Nightshade